# Геллада
Геллада — упомянутая Ксенофонтом при описании событий 399 года до н. э. представительница греческой династии, правившей на территории державы Ахеменидов.

## Сведения о жизни
Из свидетельства Ксенофонта следует, что во время греко-персидских войн на сторону персов перешёл эретрянин Гонгил. Он получил от персидского царя в управление несколько городов в Малой Азии. По замечанию антиковеда О. Ю. Климова, Геллада была, по всей видимости, невесткой эретрянина. По предположению исследователей Д. Харви и Дж. Вилкинс, Геллада была дочерью Фемистокла. Б. Дигнас и Р. Смит допускают её родство и с бывшим спартанским царём Демаратом. Сыновьями Геллады были Гонгил Младший и Горгион, владевшие городами Мириной, Гринеем, Гамбрием и Палегамбрием.
Когда Ксенофонт со своими воинами во время отступления «десяти тысяч» оказался у Пергама, Геллада дружеские приняла греков и предложила им совершить нападение на перса Аксидата, владения которого находились на равнине реки Каик. После неудачной стычки на помощь Ксенофонту пришёл сын Геллады Гонгил, а также потомок Демарата Прокл. Об этом Ксенофонт рассказывает в «Анабасисе». Таким образом, имея собственные отряды и обладая сильной властью в своих городах, Гонгилиды и Демаратиды поддерживали между собой тесные связи и не боялись враждовать с представителями персидской аристократии.
В своей «Истории» Ксенофонт сообщает, что спартанский военачальник Фиброн подчинил «добровольно сдавшийся город Пергам, а также Тевфранию и Галисарну, над которыми начальствовали Эврисфен и Прокл». Таким образом остаётся до конца неясным, представители какой греческой династии управляли в это время Пергамом. В научной литературе было высказано предположение, что Геллада была сестрой Эврисфена и Прокла и проживала на землях своего рода. Однако О. Ю. Климов замечает, что Прокл пришел на помощь Ксенофонту, приведя отряды из Тевфрании и Галисарны, но не из Пергама. Видимо, Гонгил Эретрейский получил в свое управление и Пергам, власть над которым сохранила Геллада, а его внуки наследовали по два других города.
Исторические источники не сообщают о дальнейшей судьбе Гонгилидов. По всей видимости, они лишились власти после заключения в 387 году до н. э. Анталкидова мира. Возможно, подчинённые им города тогда получили автономию.